# Ylber Hysa
Ylber Hysa (ur. 1965) – kosowski albanista, dziennikarz, działacz społeczny i dyplomata, deputowany do Zgromadzenia Kosowa z ramienia Partii Reformistów ORA, ambasador Republiki Kosowa w Macedonii (2012-2018) i w Czarnogórze (od 2019).

## Życiorys
W 1989 roku pracował jako dziennikarz czasopisma Fjala. Rok później rozpoczął pracę w Instytucie Studiów Albańskich w Prisztinie jako asystent, zostając następnie wykładowcą.
W latach 1997–2004 był dyrektorem kosowskiej organizacji pozarządowej Kosowskie Centrum Inicjatyw Obywatelskich (alb. Aksioni Kosovar për Iniciativa Qytetare, serb. Kosovska inicijativa za civilno drustvo). Współzałożył dziennik Koha Ditore w 1997 roku, a w latach 2000-2004 był redaktorem kwartalnika Kosova & Balkan Observer.
W wyborach parlamentarnych z 2004 roku uzyskał mandat do Zgromadzenia Kosowa, który sprawował do 2007 roku; reprezentował w parlamencie Partię Reformistów ORA. W 2007 roku bezskutecznie kandydował na urząd burmistrza Prisztiny.
W latach 2012–2018 pełnił funkcję ambasadora Republiki Kosowa w Macedonii. Rok później został ambasadorem Kosowa w Czarnogórze.